# Iris (auteur)
 (janvier 2018).
Si vous disposez d'ouvrages ou d'articles de référence ou si vous connaissez des sites web de qualité traitant du thème abordé ici, merci de compléter l'article en donnant les références utiles à sa vérifiabilité et en les liant à la section « Notes et références ».
Iris, de son vrai nom Iris Boudreau Jeanneau, est une illustratrice et auteure de bande dessinée québécoise née en 1983 à Hull.

## Biographie
Iris a passé son adolescence dans le quartier de Pointe-Gatineau (à Gatineau). En 2006, elle est diplômée de l'École multidisciplinaire de l'image de l'Université du Québec en Outaouais ; elle s'installe à Montréal et publie son premier livre, Dans mes rellignes, une bande dessinée autobiographique, chez Mécanique générale. Le magazine Curium publie mensuellement sa série Les Autres. En 2010, avec Justine, elle livre son premier album de fiction. Sur un texte d'Yves Pelletier, elle dessine Le pouvoir de l'amour et autres vaines romances, paru en 2014 aux éditions La Pastèque,.

## Œuvre

### Autrice
Albums
- Dans mes rellignes, Mécanique générale, Montréal, 2006,  (ISBN 978-2-922827-25-5).
- Justine, La Pastèque, Montréal, 2010.
- 1998/2008, coll. Portefeuille, dirigée et imprimée par Simon Bossé/Milleputois, 2011.
- L'Ostie d'chat, avec Zviane (scénario et dessin), Delcourt, coll. « Shampoing ».
  - Tome 1, 2011.
  - Tome 2, 2012.
  - Tome 3, 2012.
- Labominable (avec Danielle Chaperon), La Courte Échelle, 2013
- La liste des choses qui existent, avec Cathon (scénario et dessin), La Pastèque, coll. « Pomelo », 2013.
- Le pouvoir de l'amour et autres vaines romances, scénario d'Yves Pelletier, La Pastèque, Montréal, 2014.
- Encore plus de choses qui existent, avec Cathon (scénario et dessin), La Pastèque, coll. « Pomelo », 2015.
- Les autres, Bayard Canada, Montréal.
  - Tome 1, 2016, édition française Delcourt, 2018
  - Tome 2, 2018
  - Tome 3, 2021

- Jacques et Rosalie visitent l'hôpital, Éditions du CHU Ste-Justine, 2017
- La liste des choses qui existent - L'intégrale, (avec Cathon), La Pastèque, 2018
- L'ostie d'chat - L'intégrale, (avec Zviane), Delcourt, 2018
- Folk - Épisode 1, La Pastèque, 2018
- Folk - Épisode 2, La Pastèque, 2020
- Occupez-vous de chats, j'pars!, Pow Pow, 2021
- Justine et Les fils du King, Pow Pow, 2022 (réédition)

Fanzines
- Comment j'ai raté ma peine d'amour, Montréal, autoédition, 2008
- Recettes de malaisei (avec Stupid Bird), Montréal, autoédition, 2008
- Tear in my beer, Montréal, autoédition, 2008
- Pognée dans' gadoue, Montréal, autoédition, 2009
- Occupez vous des chats, j'pars, Montréal, autoédition, 2009
- Iris et Zviane (scénario et dessin), S'tie qu'on est ben, Montréal, autoédition, 2009
- Petites histoires, vol. 1, Montréal, autoédition, 2010
- Little desesperate Iris in Paris, Montréal, autoédition, 2010
- Salopetteries, Montréal, autoédition, 2011
- The best of Iris, vol. 1, Montréal, autoédition, 2011
- The best of Iris, vol. 2, Montréal, autoédition, 2011
- Petites histoires, vol. 2, Montréal, autoédition, 2012
- Iris et Cathon (scénario et dessin), La liste des choses qui existent, vol. 1, Montréal, autoédition, 2013
- Iris et Zviane (scénario et dessin), L'Ostie d'chat : Les Bonus, Montréal, autoédition, 2013
- 28 jours de pluie : journal d'une résidence à Bruxelles, Montréal, autoédition, octobre 2017
- Mélange festif, avec Cathon, Montréal, autoédition, 2022
- Strips au ketchup, Montréal, autoédition, 2022

### Illustratrice
- Iris et Caroline Allard (textes), Pour en finir avec le sexe, Québec, Septentrion, 2011
- Iris et Élise Gravel (textes), Les leçons du professeur Zouf, t. 1 : La politesse, La Courte Échelle, 2013
- Iris et Élise Gravel (textes), Les leçons du professeur Zouf, t. 2 : La santé, La Courte Échelle, 2013
- Iris et Élise Gravel (textes), Les leçons du professeur Zouf, t. 3 : L'amour, La Courte Échelle, 2013
- André a un accent, Éditions Fonfon (avec André Marois), 2019
- André aime le suspense, Éditions Fonfon (avec André Marois), 2019
- André chante tout le temps, Éditions Fonfon (avec André Marois), 2019
- Mais où va André?, Éditions Fonfon (avec André Marois), 2019
- Lac Adélard, (avec François Blais), La courte échelle, 2019

### Coloriste
- Pascal Girard, Jimmy et le Bigfoot, Montréal, La Pastèque, 2010